# Rio Grande (New Jersey)
Rio Grande – jednostka osadnicza w Stanach Zjednoczonych, w stanie New Jersey, w hrabstwie Cape May.